# Károly Sándor (író)
Károly Sándor (Arad, 1894. március 27. – Arad, 1964. január 29.) nyomdász, író, újságíró, regényíró. Károly József író öccse.

## Életútja

### Tanulmányai
Szülővárosában tanulta ki a nyomdászmesterséget, s az első világháború kitöréséig aradi, nagyváradi és budapesti nyomdákban dolgozott betűszedőként. Szakmai vándorútja során hosszabb-rövidebb időt töltött Ausztria és Olaszország több városában. Tagja volt a Szociáldemokrata Pártnak és a nyomdászok szakszervezetének.

### Újságírói munkássága
Első publicisztikai írásait a Népszava, az aradi Függetlenség és az Aradi Közlöny adta közre. Katonaként az első világháború éveiben az orosz, olasz és szerb frontról küldött az aradi és budapesti újságoknak haditudósításokat. Miután sebesüléséből felépült, 1918–19-ben Békéscsabán a Csabai Napló c. baloldali beállítottságú lapot szerkesztette.
Aradra visszatérve kezdetben az Aradi Közlönynél, majd az Arad és Vidéke c. lapnál újságíróként működött. 1923-tól ismét az Aradi Közlöny belső munkatársa, 1925-től a lap megszűnéséig, 1940-ig, az Aradi Hírlap riportere, majd szerkesztője.
Könnyed tollal megírt, esetenként bátor hangú ténybeszámolói, szellemes krónikái és hírkommentárjai, irodalmi igényű tárcái és humoreszkjei népszerűvé tették. Riportjait, színes írásait, interjúit, valamint novelláit és elbeszéléseit a két világháború között a Keleti Újság, Brassói Lapok, Temesvári Hírlap, Független Újság, Erdélyi Helikon és a Korunk közölte. Az EMÍR megalakulásakor csatlakozott a helikoni irodalompolitikával elégedetlen írók csoportjához, ennek kiadásában jelent meg Láng című regénye, s részt vett az EMÍR több rendezvényén is.

### A II. világháborúban és 1945 után
A második világháború éveiben Segesváron és Aradon volt munkaszolgálatos. A II. világháború után rövid ideig az Aradon megjelent Szabadság szerkesztője, majd a Jövő riportere (1948–49), de ekkor egy még 1937-ben Sztálin ellen írt cikke miatt állásából elbocsátották.
Szezonmunkásként dolgozott az aradi cukorgyárban, majd 1950-től nyugdíjaztatásáig az aradi November 7. Vállalat raktárosa volt. Önkéntes kultúraktivistaként a gyári műkedvelőkkel több alkalmi irodalmi műsort és színielőadást rendezett. Az 1960-as évek közepétől újra közölhetett, ekkor írott cikkei az Előrében és a Vörös Lobogóban, novellái, humoreszkjei az Utunkban, színdarabjai, vidám jelenetei a Művelődésben jelentek meg.

## Írói munkássága

### Tudományos-fantasztikus regényei
Újságírói munkássága mellett az 1920-as évek közepétől regényeket, novellákat és színdarabokat írt, Az 500. emelet c. tudományos-fantasztikus regényével (1929) a romániai magyar irodalomban meghonosította az anticipációs lektűrirodalom műfaját. Az új, modern Bábel-torony megépítése körül bonyolódó cselekményű regény értékét mondandójának pacifizmusa, cselekményszövésének romantikus fordulatossága adja. Népszerűségét a könyv a népek közötti megbékélés és összefogás szükségességének egyértelmű propagálásán túl főleg a technikai bravúrok iránti érdeklődés megnövekedésének, a Manhattan-romantika nagyarányú térhódításának, nemkülönben egy világváros bujaságokban tobzódó élete harsány és kihívó bemutatásának köszönhette. Megjelenése után a regényt román, német, cseh és szerbhorvát nyelvre is lefordították; új kiadása 1968-ban jelent meg Bukarestben.
Tizenöt évvel George Orwell 1984 című regénye előtt, 1934-ben jelent meg 1984. Látomás című regénye, amely szintén egy negatív utópia.
Az író további tudományos-fantasztikus, ill. kalandregényei: Heten egy szobában (Temesvár, 1936); Látomás (Brassó, 1936); Bűvös ital (Brassó, 1938). Társszerzője a Tamási Áron előszavával megjelent Földalatti hármak c. társszerzős regénynek, amelyet több erdélyi író közösen írt (Kolozsvár, 1933).

### Karriertörténetei és Láng c. regénye
Regényeinek másik vonulatát a két világháború közötti időszak történelmi és társadalmi valóságához közvetlenebbül kötődő karriertörténetek alkotják. Fel a magasba c. népszerű regényét folytatásokban közölte az Ellenzék (1929), majd a Temesvári Hírlap s a budapesti Magyar Hírlap. Jórészt önéletrajzi ihletettségű Én vagyok az út, a Hazugság... (Bécs–Budapest, 1930) és Váratlan vendég (Brassó, 1935) című regénye.
Vállalkozott a kisebbségi sorba került erdélyi magyarság létproblémáinak, vívódó helykeresésének és magára találásának bemutatására is. Jelképes élethelyzetek, emberi sorsok tükrében kísérelte meg föltérképezni mindazokat a társadalmi, gazdasági, erkölcsi, kulturális és lelki válságokat, amelyeken az új létfeltételek közé került erdélyi magyarságnak törvényszerűen át kellett vergődnie. Elnagyolt jelenetei, túlzsúfolt részletei ellenére, amelyek miatt Kós Károly indulatos bírálatban részesítette, egy román–magyar vegyes házasság fölbomlásának, majd újbóli megszilárdulásának eseményeit bonyolítva értékes mondandót közvetít a Láng c. regénye (Nagyvárad, 1934). Tüzes trónon c. regénye (Budapest, 1938) viszont az új élethelyzettel nem számoló egyének irányvesztését, talajtalanná válását, emberi és erkölcsi züllését, siralmas kálváriáját tárja fel.

### Színművei, vígjátékai
Az 1930-as évek második felében figyelme a színpad felé fordult. Forgács Sándor rendezésében és főszereplésével mutatta be az aradi színtársulat 1935 januárjában legjobb színpadi alkotását, a Tálalva van... című vígjátékot, amely még abban az évben Nagyváradon és Temesvárt is színre került. 1936-ban Aradon, Nagyváradon és Budapesten játszották A diktátor és a halál című egyfelvonásosát, míg Gyergyói emlék c. színművét a Szegedi Nemzeti Színház mutatta be 1938-ban. Saját rendezésében mutatta be 1940-ben az aradi színház Álarcok gyűjtőcím alatt három egyfelvonásosát; köztük a Szép Helénát, melyet 1948-ban Kolozsvárt felújítottak.
Aradon Jódy Károly színtársulata 1946-ban mutatta be Táncsics Mihály kiszabadítása című történelmi élőképét. Sikert aratott Égből pottyant vendég c. vígjátékával, amelynek 1959-ben Temesvárt volt az ősbemutatója. Szellemes, anekdotaízű történetben pergette le 1944 augusztusának történelemfordító eseményeit, ahogy azok egy bánsági tanya zárt mikrovilágában lejátszódtak s az egyszerű emberek lelkében tükröződtek. A darabot, amely 1960-ban nyomtatásban is megjelent, nyolc hivatásos színtársulat s több mint félezer műkedvelő együttes játszotta magyar és román nyelven. 1980-ban a lugosi Népszínház magyar tagozata tűzte műsorára. Több amatőr színjátszó csoport játszotta az 1962-ben megjelent Az ajándék c. egyfelvonásosát, amelyet Aurel Buteanu románra is lefordított. A Román Televízió 1963-ban mutatta be román nyelven Tengerparti tragédia c. színművét.

### Műveinek kiadásairól
Novelláiból, elbeszéléseiből Különös történetek címen 1958-ban Marosvásárhelyen jelent meg kisebb válogatás, 1962-ben pedig Bukarestben látott napvilágot önéletrajzi regényének első kötete, a Mosolygó esztendők. A temesvári Facla Könyvkiadó Mózer István gondozásában és előszavával 1975-ben adott ki Keserűsó címen szatíráiból és paródiáiból egy szerényebb válogatást. Az RMI sorozatban Szekernyés János előszavával és jegyzeteivel 1979-ben Mosolygó esztendők – Kalandos évek címmel jelent meg önéletrajzi regényének befejezett, forrásértékű két kötete. Számos regénye, novellája és színműve maradt kéziratban.

## Művei
- Az 500-ik emelet. Regény; Pantheon, Bp., 1929 (Az új magyar regény)
- Én vagyok az út, a hazugság... Regény; Európa-kiadó, Wien–Bp., 1930
- Láng; Erdélyi Magyar Irói Rend, Kolozsvár, 1933
- 1984. Látomás; Lap- és Könyvkiadó, Braşov-Brassó, 1934 (Ajándékregénytár)
- Váratlan vendég. Regény; Lap- és Könyvkiadó, Braşov-Brassó, 1935 (Ajándékregénytár)
- Heten egy szobában. Regény; Hunyadi Ny., Timişoara, 1936
- Tüzes trón; Pantheon, Bp., 1939
- Különös történetek; Állami Irodalmi és Művészeti Kiadó, Marosvásárhely, 1958
- Égből pottyant vendég; rendezői tanácsok Taub János; Irodalmi és Művészeti Kiadó, Bukarest, 1960 (Műkedvelők színháza)
- Mosolygó esztendők; Irodalmi Kiadó, Bukarest, 1962
- Az 500-ik emelet. Regény; Irodalmi Kiadó, Bukarest, 1969
- Keserűsó. Szatírák, paródiák; bev. Mózes István; Facla, Timişoara, 1975 (Satyricon)
- Mosolygó esztendők / Kalandos évek; tan., jegyz. Szekernyés János; Kriterion, Bukarest, 1979 (Romániai magyar írók)